# Barbara Talmage
Barbara Talmage (nacida como Barbara McAlister, Fullerton, 20 de mayo de 1941) es una deportista estadounidense que compitió en saltos de trampolín. Ganó una medalla de oro en los Juegos Panamericanos de 1963, en la prueba individual.

## Palmarés internacional
| Juegos Panamericanos | Juegos Panamericanos | Juegos Panamericanos | Juegos Panamericanos |
| Año                  | Lugar                | Medalla              | Prueba               |
| -------------------- | -------------------- | -------------------- | -------------------- |
| 1963                 | São Paulo (Brasil)   | Medalla de oro       | Trampolín 3 m        |